# Расуев, Тамерлан Сайпудинович
Тамерлан Сайпудинович Расуев (4 июня 1989) — российский борец вольного стиля. Призёр чемпионата России.  

## Спортивная карьера
В начале мая 2008 года в Краснодаре стал бронзовым призёром первенства России среди юниоров. В середине апреля 2013 года в Грозном одержал победу на VI республиканском турнире Парламента Чечни в честь Рамзана Кадырова. В середине октября 2015 года в Хасавюрте стал бронзовым призёром Межконтинентального Кубка. В середине октября 2016 года в Хасавюрте во второй раз подряд стал бронзовым призёром Межконтинентального Кубка. 26 июня 2022 года в Кызыле дошёл до финала чемпионата России, однако на схватку против Алека Хубулова из Северной Осетии по решению врачей не вышел.

## Спортивные результаты
- Первенство России среди юниоров 2009 — ;
- Межконтинентальный Кубок 2015 — ;
- Межконтинентальный Кубок 2016 — ;
- Чемпионат России по вольной борьбе 2022 — ;